# Unni Lindell
Unni Lindell (Oslo, Noruega, 3 d'abril de 1957) és una periodista i escriptora noruega.
Lindell es va donar a conèixer com a autora de llibres infantils i juvenils, però ben aviat va destacar com a escriptora d'una sèrie de novel·les policials, fins al punt que ha estat considerada a Noruega la reina de la novel·la policiaca. Gran part dels seus llibres s'han traduït a diversos idiomes. Entre els llibres per a infants i joves es troben The Green Day (1986), Four days to the full moon (1990) i la popular sèrie sobre "Nifse Nella" (2008). El 1992 va guanyar un concurs de novel·la amb el llibre juvenil Fuglefangeren, i el 1994 va rebre el Kritikerprisen per la novel·la juvenil Sugemerket. A banda de les novel·les pociicaques i els llibres de literatura infantil i juvenil, Lindell també ha publicat poemaris com El vestit del meu pare és vermell com la guineu (1995), i la novel·la Måneorkesteret (1993), una bíblia d'època dels anys 50 i 60. L'any 1999 va guanyar el premi Riverton per "The Dream Catcher" i el 2019, vint anys després, va rebre per segona vegada el premi al millor llibre de crim, per "The Drone".